# تعریف آثار فرهنگی آزاد

نماد تعریف آثار فرهنگی آزاد

تعریف آثار فرهنگی آزاد تعریفی از محتوای آزاد است. این پروانه که از تعریف نرم‌افزار آزاد الهام گرفته شده است با هدف رفع ابهامات در خصوص معنای «محتوای آزاد» در خانواده پروژه ویکی‌مدیا تهیه شد. اولین پیشنویس تعریف آثار فرهنگی آزاد در ۳ آوریل ۲۰۰۶ منتشر شد. نویسندهٔ اصلی این تعریف، اریک مولر است و ریچارد استالمن، لارنس لسیگ، آنجلا بیسلی و بنجامین ماکو هیل و افراد دیگری به این پروژه کمک کردند. نسخه‌های ۱٫۰ و ۱٫۱ به زبان انگلیسی منتشر شدند و به برخی زبان‌های دیگر نیز ترجمه شدند.
تعریف آثار فرهنگی آزاد توسط بنیاد ویکی‌مدیا مورد استفاده قرار گرفته است. در ۲۰۰۸ در مجوز کرییتیو کامنز ارجاع و ارجاع-اشتراک همسان، «مورد تأیید برای آثار فرهنگی آزاد» مورد اشاره قرار گرفته است. بعد از آن ویکی‌مدیا از دو مجوز پروانه مستندات آزاد گنو و مجوز کرییتیو کامنز ارجاع-اشتراک همسان استفاده می‌کند.

## مجوزهای مورد تأیید
- پروانهٔ ضد حقوق مدیریت دیجیتال
- پروانه‌های بی‌اس‌دی
- مجوز کرییتیو کامنز
- پروانهٔ علم طراحی
- مجوز هنر آزاد
- پروانه مستندات فری‌بی‌اس‌دی
- پروانه مستندات آزاد گنو
- پروانه عمومی همگانی گنو
- مجوز MirOS
- پروانه ام‌آی‌تی
- مجوز انتشار باز